# Limnonectes toumanoffi
Limnonectes dabanus là một loài ếch trong họ Ranidae.
Nó được tìm thấy ở Campuchia và Việt Nam.
Các môi trường sống tự nhiên của chúng là các khu rừng khô nhiệt đới hoặc cận nhiệt đới và sông. Loài này đang bị đe dọa do mất môi trường sống.